# Vitry-le-Croisé
Vitry-le-Croisé település Franciaországban, Aube megyében. Lakosainak száma 224 fő (2022. január 1.). Vitry-le-Croisé Bligny, Champignol-lez-Mondeville, Éguilly-sous-Bois, Longpré-le-Sec, Noé-les-Mallets és Saint-Usage községekkel határos.

## Népesség
A település népessége az elmúlt években az alábbi módon változott:
| Lakosok száma | 381  | 300  | 313  | 269  | 251  | 244  | 234  | 221  | 222  | 224  |
|               | 1968 | 1982 | 1990 | 2006 | 2013 | 2015 | 2017 | 2019 | 2020 | 2022 |